# 창밖은 봄
《창밖은 봄》은 1984년 2월 12일에 MBC TV에서 방영되었던 베스트셀러극장이다.

## 줄거리
젊은 과부로 대학교수 집에서 가정부로 있는 길례(서갑숙)는 물역가게 배달꾼 노총각 정씨(이대근)와 좋아하는 사이.
이들의 사랑은 순전히 정상적인 것이지만 어느날 행실이 나쁜 교수집 아들에게 밀회 장면을 들키게 되고 그로 인해 길례는 가정부자리도 쫓겨나게 된다.
그러나 교수집 사모님은 정씨마저도 도둑 누명을 씌우게 되는데...

## 출연
- 이대근
- 서갑숙
- 이호재
- 김인태
- 변희봉
- 신충식
- 정혜선
- 남능미
- 나문희
- 이수나
- 김동수
- 김웅철
- 이숙
- 박민희
- 서영애
- 전희룡
- 박재호
- 최민경